# Jorcas
Jorcas – gmina w Hiszpanii, w prowincji Teruel, w Aragonii, o powierzchni 26,2 km². W 2011 roku gmina liczyła 41 mieszkańców.